# Agrostis rockii
Agrostis rockii é uma espécie de gramínea do gênero Agrostis, pertencente à família Poaceae.